# Carex cetica
Carex cetica là một loài thực vật có hoa trong họ Cói. Loài này được Rech. mô tả khoa học đầu tiên năm 1914.